# تپه ککین ۶
تپه ککین ۶ در استان قزوین، شهرستان بوئین‌زهرا، بخش دشتابی، روستای ککین واقع شده و این اثر در تاریخ ۱۲ بهمن ۱۳۸۱ با شمارهٔ ثبت ۷۲۹۸ به‌عنوان یکی از آثار ملی ایران به ثبت رسیده است.